# The Freshest Kids: A History of the B-Boy
The Freshest Kids: A History of the B-Boy – amerykański film dokumentalny z 2002 roku. Opisuje kulturę związaną z b-boyingiem od czasów jej powstania w latach 70.